# 船本孝宏
船本 孝宏（ふなもと たかひろ、1980年4月2日 - ）は、クラシック音楽を中心に活動する作曲家、編曲家、指揮者。

## 人物
大阪府摂津市出身。中学時代よりクラシック音楽に興味を持ち、15歳の時に楽譜の読み方から独学で音楽の勉強をはじめる。大阪府立吹田東高等学校に進学後、吹奏楽部に入部しホルンを担当する。同時期にピアノを始め、また独学で作曲と編曲を始める。大阪芸術大学音楽学科音楽制作コース卒業。卒業と同時に学長賞（卒業作品最優秀賞）受賞。作曲を故藤島昌壽、松永通温、仲谷文雄に師事。2010年より指揮を斉田好男に師事。第17回朝日作曲賞本選進出（2007年度全日本吹奏楽コンクール課題曲公募）。第11回21世紀の吹奏楽「響宴」入選。2012年に自身で管弦打奏者を招集してオーケストラ作品の個展を行う。これまで通算で三度の個展演奏会を開催。

## 主な作品

### 管弦楽曲
- 交響的変奏曲〜管弦楽のための〜（Symphonic Variations for Orchestra）
2003年作曲。大学時代の卒業作品として作曲。学長賞受賞作品。
- 交響幻想「神武天皇」(Symphonic Fantasy "JIM-MU TEN-NO,First Emperor")
2006年作曲。2012年初演。
- 春風と共に (With The Spring Breezz)
2010年作曲。2010年初演。

### 吹奏楽曲
- ふじのくに讃歌～唱歌「富士の山」による祝典音楽～
2013年作曲。一般社団法人ふじのくに文教創造ネットワーク委嘱～富士山世界遺産登録記念～。
初演：指揮：船本孝宏／演奏：掛川西高等学校吹奏楽部、掛川東中学校吹奏楽部／合唱：掛川少年少女合唱団、掛川西高校音楽部、遠江総合高校吹奏楽部、掛川東高校合唱部／2014年2月8日／静岡県掛川市立生涯学習センター
再演：指揮：須川展也氏／演奏：ヤマハ吹奏楽団　合唱：掛川西高校吹奏楽部／静岡県掛川市立生涯学習センター
- 旅立ちの詩 （Poetry of Departure）
2008年作曲。第19回朝日作曲賞応募作品。初演 指揮：大川信一郎／演奏：のぎくプラザ吹奏楽団
- イッツ・ショータイム!（IT'S SHOWTIME!）
2006年作曲。第17回朝日作曲賞本選進出作品。本選時の試奏は吉田行地指揮、大阪市音楽団（現 Osaka Shion Wind Orchestra）。航空自衛隊中部航空音楽隊のレパートリーとして演奏されていた時期がある。第11回21世紀の吹奏楽「響宴」出品。
- マーチ・ビクトリア（MARCH VICTORIA）
2004年作曲。第15回朝日作曲賞応募作品（一次審査で選外）。
- リバティー・セレブレーション（LIBERTY CEREBRATION)
2009年作曲。作曲者の母校である大阪府立吹田東高等学校創立50周年記念式典(2023年12月16日)にて初演。指揮：船本孝宏／演奏：同校吹奏楽部&軽音部＆ギター部
- すみれ色の風 （Violet Wind)
2008年作曲。第18回大阪市立菫中学校吹奏楽部定期演奏会委嘱(2008年3月26日)。

### 室内楽曲・ピアノ曲
- 出航の詩～フルートとピアノのための譚詩～（Poetry of Sailing - Ballade for Flute and Piano）- 2024年作曲
菅野力フルートリサイタル2024・デビュー10周年記念ツアー作品公募 入選作品

- ロウブラス四重奏曲 (Low Brass Quartet) - 2023年作曲
- 弦楽四重奏曲 第１番 ニ長調 (String Quartet N0.1 D Major) - 2021年作曲
- Departure - 2017年作曲／2本のフルート、弦楽四重奏とピアノのための作品
- 森の小径にて (Small Trail in the Woods) - 2017年作曲／チェロとピアノのための作品
- 双翼の天使 (Engel of Both Wings) - 2015年作曲／フルートとピアノのための作品
- 月夜ノ詩 (Moonlight Poetry) - 2013年作曲／バイオリン、アルトサクソフォンとピアノのための作品
- 飛翼恋理 Hiyoku-Renri (Marital Vows)  - 2013年作曲／フルート、アルト・サクソフォーンとピアノ五重奏のための作品
- Beautiful Love - 2009年作曲／オーボエ（フルート、バイオリン等）、アルト・サクソフォーンとピアノのための作品
- クラリネット・ソナタ 変ロ長調  (SONATA Bb-Dur for Clarinet and Piano) - 2009年作曲／クラリネットとピアノのための作品
- 絆詩 Kizuna-Uta （Bonds Poetry） - 2009年作曲／ピアノ四重奏とアルト・サクソフォーンのための作品
- T.K.M.（Music for A Tall Tree） - 2009年作曲／アルト・サクソフォーンとピアノのための作品
- 蒼の鼓動 Ao-no-Kodoh （Beat of Blue） - 2007年作曲／ピアノ四重奏とアルト・サクソフォーンのための作品
- サクソフォン四重奏曲「ポップ・ミュージック・ギャラリー」（Saxophone Quartet"Pop Music Gallery"） - 2007年作曲
- ある晴れた日の… （One Fine Day） - 2006年作曲／ヴァイオリン、アルト・サクソフォーンとピアノのための作品
- リビドーの向かう先 （Libido for Violin, Alto Saxophone and Piano） - 2005年作曲／ヴァイオリン、アルト・サクソフォーンとピアノのための作品
- ヴァイオリン、アルト・サクソフォンとピアノのための三章 (THREE MOVEMENTS for Violin, Alto Saxophone and Piano) - 2003年作曲
- ３つのダンス （The Three Dance） - 2001年作曲／ピアノのための作品
- さくらさくら幻想曲 （SAKURA SAKURA Fantasy） - 2001年作曲／ピアノのための作品
- ピアノ・ソナタ ト長調  (SONATA for Piano) - 2000年作曲／ピアノのための作品
- 「ちょうちょ」による変奏曲 （Cho-Cho Variations）- 2000年作曲／ピアノのための作品
- ノスタルジア （Nostalgia） - 1999年作曲/ピアノのための作品
- スプリング （Spring） - 1999年作曲/ピアノのための作品

### 吹奏楽編曲
- 千の風になって （作曲：新井満/歌：秋川雅史、新垣勉）
ウィンズスコアから出版されていた。この編曲版は日本だけでなく中国でも多く演奏されている。
- ビリーブ （作曲：杉本竜一）
ウィンズスコアから出版されていた。

## 指揮活動
- 福祉の管弦楽団「まごころ」 -大阪市-（2013年-）
- NON管弦楽団 -西宮市-（2013年-）

## CD
吹奏楽
- 千の風になって（マキシシングル「ラブ・ポップ・ウインズα（アルファ）」（ウィンズスコア）に収録

その他
- CDつき絵本『みんなだいすき!なつかし絵かき歌』（著者：竹井史郎、出版：PHP研究所）音楽担当。
- CDつき絵本『できてびっくり!わくわく絵かき歌』（著者：竹井史郎、出版：PHP研究所）音楽担当。
- 朗読音楽物語『いのち はる・なつ・あき・ふゆ』（あったかファミリー運動のための絵本『いのち はる・なつ・あき・ふゆ』（監修：川本ルリ子、文：藤田伸子、絵：山田真由美、出版：どりむ社）のタイアップ音楽。CDも発売されている。
- サウンドトラックCD『レジェンド・オブ・サンダー －美しき紋章－』（あったか演劇研究会）